# EHF Beach Handball Champions Cup 2022/Frauen/Kader
Auf dieser Unterseite zum Frauenturnier des EHF Beach Handball Champions Cup 2022 werden die Kader und ausgesuchte Statistiken zu den Mannschaften gesammelt.

## OVB Beach Girls
| Nr. | Name                   | GBD               | Position   | Spiele | Punkte | Strafen |
| --- | ---------------------- | ----------------- | ---------- | ------ | ------ | ------- |
| 02  | Zsófia Hársfalvi       | 4. September 1993 |            | 5      | 002    | 3−1     |
| 04  | Mónika Gyurcsányi      |                   |            | 4      | 013    |         |
| 06  | Brigitta Lovász        |                   |            | 9      | 073    |         |
| 07  | Renáta Csiki           | 3. April 1994     | Specialist | 9      | 107    |         |
| 14  | Nóra Krisztina Ágoston |                   |            | 8      | 017    | 3−1     |
| 17  | Eszter Tóth            |                   |            | 6      | 016    |         |
| 21  | Amina Kazeem           |                   |            | 6      | 069    |         |
| 93  | Gabriella Landi        | 20. November 2001 | Abwehr     | 6      | 010    | 0−1     |
| 11  | Nikolett Pomozi        |                   |            | 7      | 029    | 1       |
| 01  | Dóra Szaka Berkesi     |                   |            | 1      | 002    |         |

## HEI Dame Beach Handball
| Nr. | Name                      | GBD            | Position | Spiele | Punkte | Strafen |
| --- | ------------------------- | -------------- | -------- | ------ | ------ | ------- |
| 01  | Sofie Toft Christensens   |                |          | 2      | 002    |         |
| 04  | Melanie Fuglsbjerg        |                |          | 8      | 074    |         |
| 05  | Linnet Popping            |                |          | 9      | 069    | 1       |
| 08  | Rikke Thyrsted Enevoldsen | 26. Juli 1995  |          | 5      | 006    | 3−1     |
| 14  | Camilla Larsen Degn       |                |          | 9      | 150    |         |
| 15  | Frederikke Lærke Seeliger | 7. Januar 1995 |          | 9      | 105    |         |
| 02  | Sandra Therkildsen Hansen | Februar 1996   |          | 6      | 028    | 1       |
| 03  | Ronja Lund Ankerfelt      |                |          | 5      | 00–    | 3−1     |
| 06  | Marie Louise Veng Thomsen |                |          | 2      | 002    |         |

## GEA A.M. Team Almeria
| Nr. | Name                           | GBD           | Position | Spiele | Punkte | Strafen |
| --- | ------------------------------ | ------------- | -------- | ------ | ------ | ------- |
| 01  | Cristina Tornero Muñoz         |               |          | 3      | 002    |         |
| 05  | Patricia Conejero Galán        |               |          | 9      | 038    |         |
| 13  | Andrea Sánchez Barrios         |               |          | 9      | 036    |         |
| 17  | Zoe Turnes                     | 26. Juli 2000 | Pivot    | 9      | 053    | 2−2     |
| 33  | Sara Hernández Torrico         |               |          | 9      | 070    |         |
| 37  | María Asunción Batista Portero |               | Pivot    | 9      | 162    |         |
| 03  | Sara García Lineros            |               |          | 2      | 002    | 1       |
| 15  | Zahira Martin Limonge          |               |          | 7      | 020    | 1       |
| 25  | Violeta González Poudereux     |               |          | 3      | 002    | 2       |

## BHT Byczki Kowalewo Pomorskie
| Nr. | Name               | GBD | Position | Spiele | Punkte | Strafen |
| --- | ------------------ | --- | -------- | ------ | ------ | ------- |
| 06  | Maria Jeżowska     |     |          | 9      | 22     |         |
| 07  | Zofia Jeżowska     |     |          | 9      | 34     |         |
| 08  | Karolina Glasa     |     |          | 5      | 13     | 4−1     |
| 10  | Paulina Kuźmińska  |     |          | 8      | 27     | 3       |
| 13  | Katarzyna Guttmann |     |          | 4      | 17     |         |
| 14  | Oliwia Piotrowska  |     |          | 9      | 52     |         |
| 15  | Magdalena Mazur    |     |          | 9      | 78     | 1       |
| 03  | Lidia Haławczak    |     |          | 7      | 58     |         |

## Brüder Ismaning
| Nr. | Name                 | GBD               | Position    | Spiele | Punkte | Strafen |
| --- | -------------------- | ----------------- | ----------- | ------ | ------ | ------- |
| 07  | Kirsten Walter       | 21. Februar 1996  | Rechtsaußen | 9      | 089    | 2       |
| 09  | Melanie Leitl        |                   |             | 8      | 016    |         |
| 10  | Enna Lene Oberländer |                   |             | 8      | 043    |         |
| 12  | Paula Reips          | 1. März 2001      | Linksaußen  | 9      | 119    |         |
| 13  | Michelle Schäfer     | 19. November 2003 | Specialist  | 9      | 053    |         |
| 14  | Kiara Spindler       |                   | Torhüterin  | 5      | 006    |         |
| 16  | Helena Lorenz        |                   |             | 8      | 037    | 2       |
| 04  | Alexandra Müller     |                   |             | 6      | 00–    | 5−1     |

- Trainer: Manfred Königsmann
- Co-Trainerin: Christine Königsmann

Die Brüder Ismaning konnten nicht mit der kompletten Mannschaft antreten, weil nicht alle Spielerinnen eine Freigabe von ihren Hallenvereinen bekommen hatten. Dafür wurde Paula Reips von den Minga Turtles Ismaning als Gastspielerin eingesetzt.

## Beach Bazis Schleissheim
| Nr. | Name               | Geburtsdatum     | Position     | Spiele | Punkte | Strafen |
| --- | ------------------ | ---------------- | ------------ | ------ | ------ | ------- |
| 04  | Belen Gettwart     | 15. März 2002    | Pivot        | 9      | 120    | 1       |
| 08  | Laura Gettwart     |                  |              | 2      | 003    |         |
| 10  | Isabel Kattner     | 17. Oktober 2000 | Pivot/Abwehr | 9      | 084    | 8       |
| 14  | Jennifer Köbrich   |                  |              | 5      | 018    | 1       |
| 33  | Julia Brandstädter |                  |              | 9      | 036    | 1       |
| 39  | Michelle Köbrich   |                  | Pivot        | 9      | 113    | 5       |
| 19  | Katharina Krecken  |                  |              | 4      | 010    |         |
| 12  | Theresa Bauer      |                  |              | 2      | 004    |         |
| 66  | Franziska Blask    |                  |              | 1      | 002    |         |
| 24  | Eva Künzel         |                  |              | 3      | 00–    | 1       |

## TT Sport Multichem Szentendrei NK
| Nr. | Name               | GBD             | Position         | Spiele | Punkte | Strafen |
| --- | ------------------ | --------------- | ---------------- | ------ | ------ | ------- |
| 04  | Patrícia Vígh      |                 |                  | 8      | 061    |         |
| 08  | Emese Tóth         | 3. Oktober 1994 | Abwehr           | 8      | 010    | 4       |
| 10  | Rebecca Kovács     |                 |                  | 7      | 018    |         |
| 14  | Tekla Farkas       |                 |                  | 9      | 052    | 2       |
| 19  | Kitti Gróz         | 5. April 1994   | Pivot            | 9      | 101    |         |
| 22  | Réka Rácz          |                 |                  | 6      | 016    |         |
| 23  | Fanni Friebesz     | 31. Januar 1998 | Linksaußen/Pivot | 9      | 089    | 2       |
| 09  | Krisztina Tóth     |                 |                  | 4      | 002    | 3       |
| 12  | Veronika Vitovszki |                 |                  | 1      | 00–    |         |
| 29  | Fanni Szűcs        |                 |                  | 1      | 00–    |         |

## London GD
| Nr. | Name                      | GBD                | Position | Spiele | Punkte | Strafen |
| --- | ------------------------- | ------------------ | -------- | ------ | ------ | ------- |
| 14  | Francesca Graham          | 20. September 1993 |          | 9      | 092    |         |
| 15  | Tania Corti               |                    |          | 9      | 062    | 2       |
| 16  | Justė Bražėnaitė          |                    |          | 8      | 036    | 4−1     |
| 19  | María Teresa Pérez Laguna |                    |          | 8      | 042    |         |
| 31  | Maria Marselli            |                    |          | 9      | 101    |         |
| 82  | Alina Ştefănescu          |                    |          | 4      | 00–    | 1       |
| 13  | Alysha Martin             |                    |          | 3      | 004    | 1       |
| 23  | Alexandra Mair            |                    |          | 2      | 002    |         |
| 26  | Aleksandra Stankiewicz    |                    |          | 6      | 009    | 2       |
| 07  | Gabrielle Delorme         |                    |          | 2      | 00–    | 2−1     |
| 01  | Fanny Royer               |                    |          | 1      | 00–    |         |

## Team WON
| Nr. | Name                      | GBD            | Position | Spiele | Punkte | Strafen |
| --- | ------------------------- | -------------- | -------- | ------ | ------ | ------- |
| 02  | Cecilie Thenning          |                |          | 5      | 00–    | 6−3     |
| 04  | Johanna Augusta Rosenberg |                |          | 7      | 012    |         |
| 10  | Siw Aabech                | 30. April 1994 |          | 7      | 117    |         |
| 18  | Ida Bøje Gerdes           |                |          | 7      | 042    |         |
| 27  | Maja Drud Nielsen         |                |          | 7      | 081    |         |
| 01  | Helene Schjøth Meier      |                |          | 5      | 010    |         |
| 12  | Stine Dunso               |                |          | 3      | 006    | 1       |
| 23  | Josephine Glud de Witt    |                |          | 4      | 016    |         |
| 05  | Camilla Rasmussen         |                |          | 3      | 00–    | 3       |

## GRD Leça - Love Tiles
| Nr. | Name               | GBD | Position | Spiele | Punkte | Strafen |
| --- | ------------------ | --- | -------- | ------ | ------ | ------- |
| 05  | Martina Kemenczik  |     |          | 7      | 038    |         |
| 07  | Daniela Mendes     |     |          | 7      | 020    | 1       |
| 09  | Tânia Ferreira     |     |          | 6      | 014    | 1       |
| 10  | Catarina Oliveira  |     |          | 3      | 002    | 2       |
| 15  | Filipa Ventura     |     |          | 7      | 047    |         |
| 21  | Ana Costa          |     |          | 3      | 001    | 1       |
| 22  | Beatriz Correia    |     |          | 7      | 109    |         |
| 33  | Rosa Benítez Gómez |     |          | 7      | 054    | 1−0−1−1 |

## Nazaré BHT
| Nr. | Name                               | GBD                | Position   | Spiele | Punkte | Strafen |
| --- | ---------------------------------- | ------------------ | ---------- | ------ | ------ | ------- |
| 07  | Sara Filipa Barbosa Sousinha       | 31. Dezember 2002  |            | 7      | 041    |         |
| 10  | Adriana Duarte Raimundo            | 18. April 1995     |            | 7      | 042    |         |
| 21  | Ana Isabel Conceição Silva         | 10. Juni 1995      | Torhüterin | 4      | 002    | 1       |
| 22  | Carolina Lucas Paulo               |                    |            | 7      | 063    |         |
| 30  | Patrícia Isabel Coutinho Periquito | 30. Dezember 2003  |            | 7      | 128    |         |
| 02  | Bruna Santos                       |                    |            | 2      | 004    |         |
| 08  | Joana Trindade                     |                    |            | 1      | 00–    | 1       |
| 14  | Beatriz Constantino Pereira        | 14. Mai 2001       |            | 3      | 002    | 3−1     |
| 16  | Maria Miguel Reis Antunes          | 11. August 2001    |            | 4      | 004    |         |
| 69  | Daniela Mascarenhas Carmo          | 30. September 1993 |            | 4      | 00–    | 4       |
| 34  | Catarina Silva                     |                    |            | 3      | 002    | 1       |
| 36  | Sandra Duarte                      |                    |            | 1      | 00–    | 1       |

## Balonmano Playa Alcalá
| Nr. | Name                     | GBD | Position   | Spiele | Punkte | Strafen |
| --- | ------------------------ | --- | ---------- | ------ | ------ | ------- |
| 01  | Irache Llana Marcos      |     | Torhüterin | 3      | 008    |         |
| 02  | Mónica Cámara Heras      |     |            | 7      | 152    |         |
| 05  | Maria Amigo Barba        |     |            | 7      | 033    | 1       |
| 06  | Marina Málaga Ovejero    |     |            | 7      | 045    |         |
| 07  | Irene Peña Del Rey       |     |            | 7      | 061    | 1       |
| 10  | Elena González Alvarez   |     |            | 7      | 026    |         |
| 12  | Marta Embid              |     |            | 4      | 00–    | 4       |
| 13  | Raquel Márquez Hernandez |     |            | 4      | 00–    | 4       |
| 14  | Eva Pilar Martín Sanz    |     |            | 2      | 004    |         |
| 19  | Cristina Sánchez López   |     |            | 2      | 00–    | 1       |

## S.V. Voorwaarts
| Nr. | Name             | GBD | Position | Spiele | Punkte | Strafen |
| --- | ---------------- | --- | -------- | ------ | ------ | ------- |
| 03  | Zoë Huiskamp     |     |          | 7      | 66     |         |
| 05  | Lisa Zwienenbarg |     |          | 5      | 08     | 1       |
| 07  | Chantal Deijk    |     |          | 7      | 16     | 1       |
| 08  | Jamila Peters    |     |          | 2      | 02     | 1       |
| 09  | Lisa Oosterwijk  |     |          | 7      | 14     |         |
| 10  | Alijn Setz       |     |          | 4      | 06     |         |
| 11  | Keyara Peters    |     |          | 7      | 42     |         |
| 12  | Aniek Koers      |     |          | 7      | 91     | 1       |
| 02  | Jill Kloppenberg |     |          | 5      | 16     |         |
| 06  | Bo Linthorst     |     |          | 2      | 02     |         |

## Olympia Beach Handball
| Nr. | Name                     | GBD              | Position | Spiele | Punkte | Strafen |
| --- | ------------------------ | ---------------- | -------- | ------ | ------ | ------- |
| 01  | Sabrina Farhan           |                  |          | 6      | 06     |         |
| 09  | Grété Morkvénaité        |                  |          | 7      | 30     |         |
| 11  | Alina Neamţ              |                  |          | 3      | 0–     | 1       |
| 13  | Anastassija Petrowska    | 14. Februar 2000 |          | 7      | 59     | 2       |
| 17  | Vivien Lengyel           |                  |          | 6      | 11     | 1−1     |
| 23  | Marija Stričević         |                  |          | 7      | 71     | 1       |
| 33  | Amanda de Castro Hoffner |                  |          | 7      | 34     | 2       |
| 28  | Bianca Delia Morutan     |                  |          | 2      | 02     | 1       |
| 04  | Malwina Spek             |                  |          | 1      | 01     |         |

## Beachqueens
| Nr. | Name                    | GBD | Position | Spiele | Punkte | Strafen |
| --- | ----------------------- | --- | -------- | ------ | ------ | ------- |
| 04  | Annik Naomi Schneider   |     |          | 7      | 18     |         |
| 06  | Luana Eberhard          |     |          | 4      | 0–     | 5−1     |
| 07  | Romina Scherrer         |     |          | 5      | 08     | 1       |
| 08  | Monja Richner           |     |          | 7      | 72     | 1       |
| 10  | Sylvia van Bree         |     |          | 7      | 51     | 1       |
| 11  | Eliane Estermann        |     |          | 7      | 70     |         |
| 12  | Claudia Schoch          |     |          | 4      | 06     |         |
| 14  | Giuliana Antonia Crippa |     |          | 7      | 10     | 1       |
| 16  | Corinne Brändle         |     |          | 5      | 06     |         |

## Brest Bretagne Handball – Ligue de Bretagne
| Nr. | Name              | GBD              | Position   | Spiele | Punkte | Strafen |
| --- | ----------------- | ---------------- | ---------- | ------ | ------ | ------- |
| 03  | Lawenna Bouvier   |                  |            | 7      | 46     | 1       |
| 04  | Nina Floch-Hubert |                  |            | 6      | 53     |         |
| 05  | Marion Monfort    |                  |            | 7      | 32     | 1       |
| 06  | Aouen Follet      |                  |            | 7      | 44     |         |
| 07  | Sterenn Lamour    |                  |            | 4      | 10     |         |
| 09  | Manon Vernay      | 7. Januar 1989   | Torhüterin | 3      | 02     |         |
| 10  | Morgane Mercel    |                  |            | 1      | 0–     |         |
| 13  | Tifenn Le Borgne  |                  |            | 7      | 44     | 1       |
| 11  | Coélia Empinet    |                  |            | 5      | 04     | 3       |
| 12  | Sally Potocki     | 11. Februar 1989 |            | 2      | 04     |         |